# یوشی‌توشی آبه
یوشی‌توشی آبه (انگلیسی:  Yoshitoshi ABe، زادهٔ ۳ اوت ۱۹۷۱) گرافیست ژاپنی است که عمدتاً در حوزۀ انیمه و مانگا کار می‌کند. او ابتدا با همکاری در ساخت انیمۀ آوانگارد تجربیات سریالی لین به شهرت رسید. آبه همچنین مسئولیت طراحی مفهومی و طراحی شخصیت سریال NieA_7 را بر عهده داشته و خالق دوجینشی هایبانه رنمی است که از آن یک انیمه نیز اقتباس شده‌است.
آبه همکار و دوست چیاکی جی. کوناکا است که با وی در ساخت تجربیات سریالی لین و تکنولایز همکاری داشته است. او معمولاً از شکل روماجی نام خود به جای کانجی استفاده می‌کند، با حرف بزرگ «B» در «ABe» به‌عنوان یادآوری از آثار اولیه‌اش، که در آنها از نام مستعار «AB» استفاده می‌کرده است.
یوشی‌توشی آبه برای اولین بار در نوجوانی کار خود را در توکیو آغاز کرد و به عنوان یک هنرمند گرافیتی شناخته شد؛ اگرچه بخاطر آن به طور منظم با مشکلات قانونی مواجه می‌شد. گفته می‌شود که مفاهیم به کار رفته در تمام آثار بعدی او از این دوران تأثیر پذیرفته و باعث ایجاد زمینه‌ای تاریک در طراحی شخصیت‌هایش شده‌است.
از او به عنوان مانگاکایی با دانش فنی مناسب یاد می‌شود؛ برای مثال او می‌تواند یک طرح را با صرفاً انگشت خود و یک برنامه در آی‌پد رسم کند. آبه با دور زدن ناشران چاپ سنتی و با پشتیبانی از نشر دیجیتال، هایبانه رنمی، پوچیاما در داروخانه در سال ۲۰۰۸ برای آیفون و آی‌پاد تاچ، و من یک فضایی هستم، یک سوال دارم را در سال ۲۰۱۰ برای کیندل منتشر کرد.

## زندگی شخصی
آبه در ۱۱ نوامبر ۲۰۱۱ با ساساکی یوکاری، هنرمند و دستیار مانگای او از سال ۲۰۱۰، ازدواج کرد. دختر آنها در ۲۱ سپتامبر ۲۰۱۲ به دنیا آمد.